# Celama iridescens
Celama iridescens är en fjärilsart som beskrevs av Van Son. Celama iridescens ingår i släktet Celama och familjen trågspinnare. Inga underarter finns listade i Catalogue of Life.